# Bronzenattern
Die Bronzenattern (Dendrelaphis) sind eine Gattung tagaktiver, baumbewohnender Nattern. Sie besiedeln Primärwälder und Kulturland in Südasien, Indonesien und Australien. Als Nahrung dienen vor allem Amphibien und Echsen. Alle Arten sind eierlegend.

## Merkmale
Bronzenattern sind mittelgroße, sehr schlanke Schlangen. Der längliche Kopf weist große Augen mit runder Pupille auf und ist deutlich vom Hals abgesetzt. In der Körpermitte weisen sie 13 bis 15 schräge Reihen dachziegelartig angeordneter Schuppen auf. Die Bauchschilde weisen seitlich Kiele auf und sind gekerbt. Die Subcaudalschilde weisen ebenfalls Kiele auf und sind, wie auch der Analschild, geteilt.

## Arten

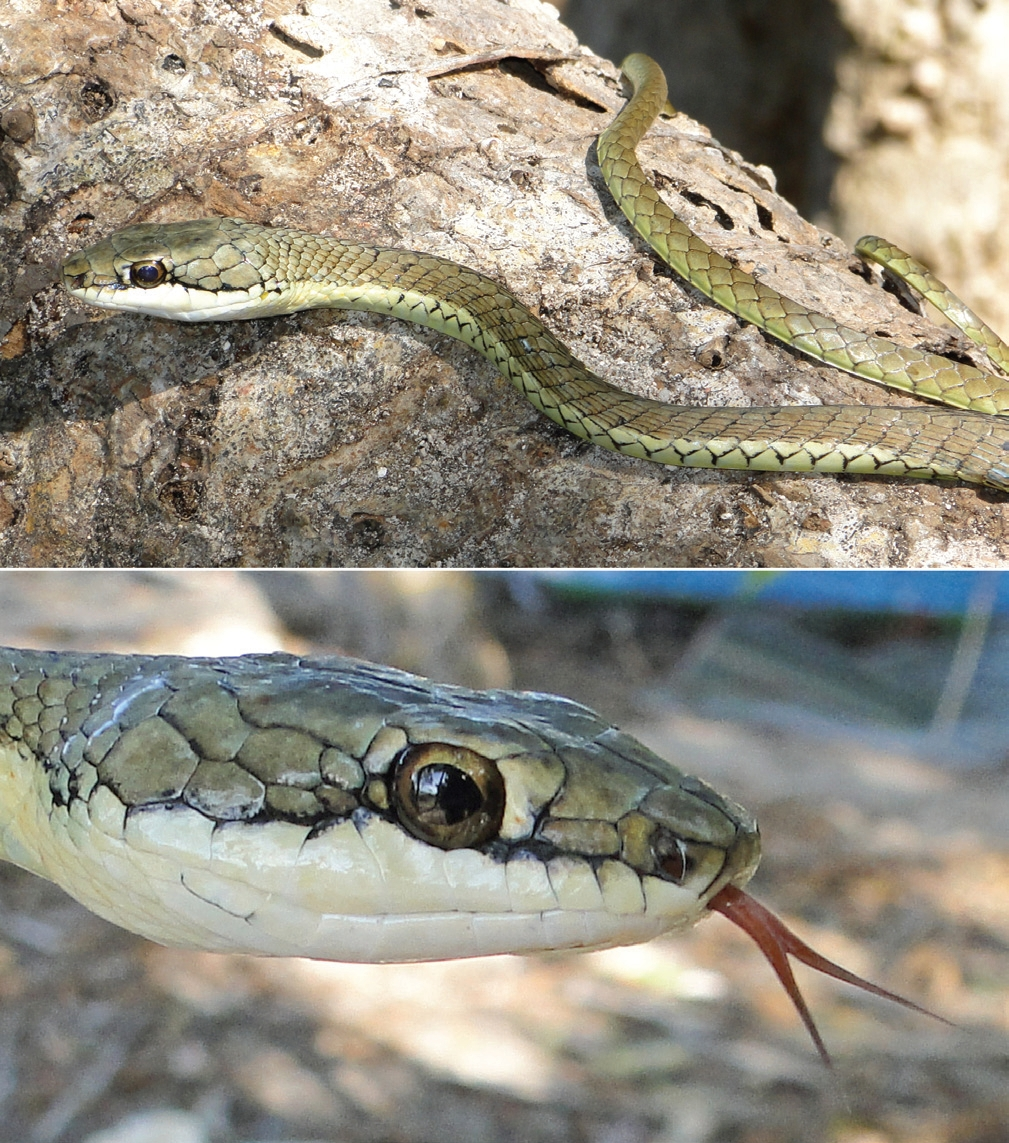
Timor-Bronzenatter (D. inornatus timorensis)

Es sind 48 Arten beschrieben (Stand: Dezember 2022):
- Dendrelaphis andamanensis (Anderson, 1871)
- Dendrelaphis ashoki Vogel & Van Rooijen, 2011
- Dendrelaphis bifrenalis (Boulenger, 1890)
- Dendrelaphis biloreatus Wall, 1908
- Dendrelaphis calligaster (Günther, 1867)
- Gestreifte Bronzenatter (Dendrelaphis caudolineatus (Gray, 1834))
- Dendrelaphis caudolineolatus (Günther, 1869)
- Dendrelaphis chairecaeos (Boie, 1827)
- Blaue Bronzenatter (Dendrelaphis cyanochloris (Wall, 1921))
- Dendrelaphis effrenis (Werner, 1909)
- Dendrelaphis flavescens Gaulke, 1994
- Elegante Bronzenatter (Dendrelaphis formosus (Boie, 1827))
- Dendrelaphis fuliginosus Griffin, 1909
- Dendrelaphis gastrostictus (Boulenger, 1894)
- Dendrelaphis girii Vogel & Van Rooijen, 2011
- Dendrelaphis grandoculis (Boulenger, 1890)
- Dendrelaphis grismeri Vogel & Van Rooijen, 2008
- Dendrelaphis haasi Van Rooijen & Vogel, 2008
- Dendrelaphis hollinrakei Lazell, 2002
- Dendrelaphis humayuni Tiwari & Biswas, 1973
- Timor-Bronzenatter (Dendrelaphis inornatus Boulenger, 1897)
- Dendrelaphis keiensis (Mertens, 1926)
- Dendrelaphis kopsteini Vogel & Van Rooijen, 2007
- Dendrelaphis levitoni Van Rooijen & Vogel, 2012
- Dendrelaphis lineolatus (Jacquinot & Guichenot, 1853)
- Dendrelaphis lorentzii (Lidth De Jeude, 1911)
- Dendrelaphis luzonensis Leviton, 1961
- Dendrelaphis macrops (Günther, 1877)
- Dendrelaphis marenae Vogel & Van Rooijen, 2008
- Dendrelaphis modestus Boulenger, 1894
- Dendrelaphis ngansonensis (Bourret, 1935)
- Dendrelaphis nigroserratus Vogel, Van Rooijen & Hauser, 2012
- Dendrelaphis oliveri (Taylor, 1950)
- Dendrelaphis papuensis Boulenger, 1895
- Dendrelaphis philippinensis (Günther, 1879)
- Gefleckte Bronzenatter (Dendrelaphis pictus (Gmelin, 1789))
- Dendrelaphis proarchos (Wall, 1909)
- Gepunktete Bronzenatter (Dendrelaphis punctulatus (Gray, 1826))
- Dendrelaphis schokari (Kuhl, 1820)
- Gebänderte Bronzenatter (Dendrelaphis striatus (Cohn, 1905))
- Dendrelaphis striolatus (Peters, 1867)
- Dendrelaphis subocularis (Boulenger, 1888)
- Dendrelaphis terrificus (Peters, 1872)
- Dendrelaphis tristis (Daudin, 1803)
- Dendrelaphis underwoodi Van Rooijen & Vogel, 2008
- Dendrelaphis vogeli Jiang, Guo, Ren & Li, 2020
- Dendrelaphis walli Vogel & Van Rooijen, 2011
- Dendrelaphis wickrorum Danushka, Kanishka, Amarasinghe, Vogel & Seneviratne, 2020